# Salvatore Antonio Nobile
Salvatore Antonio Nobile (Copertino, 12 gennaio 1964) è un allenatore di calcio ed ex calciatore italiano, di ruolo terzino sinistro, tecnico dell'Africa Sports.

## Carriera

### Giocatore
Cresce nelle giovanili del Lecce. Debutta in Serie B nel campionato 1982-1983 (7 presenze e 2 gol alla fine della stagione). Nella stagione successiva gioca 3 partite con i giallorossi e nel 1984-1985, dopo 2 presenze, si trasferisce alla Reggina nell'ottobre 1984. Con i calabresi colleziona 24 presenze e un gol in C1 prima di tornare al Lecce, che nel frattempo ha disputato il suo primo campionato di Serie A, segnando il primo gol del Lecce nella massima serie contro il Verona, campione d'Italia in carica. Nel 1985-1986 segna un gol in 23 incontri in massima serie e nel 1986-1987, in serie cadetta, una rete in 33 apparizioni.

Nobile in azione al Lecce nella stagione 1986-1987

Nel 1987 è acquistato dall'Inter per 1,9 miliardi di lire, con cui disputa 19 partite della Serie A 1987-1988 non realizzando gol. Nella stagione successiva, a partire da novembre 1988, è di nuovo al Lecce (26 presenze, nessuna rete in A). Seguono due anni con il Cesena, ancora in Serie A (61 apparizioni, 2 reti), e cinque a Pescara (dal 1991-1992 al 1995-1996), dove partecipa a quattro campionati di B e a uno (1992-1993) di Serie A (in totale 147 presenze e 12 gol con gli abruzzesi).
Dal 1996 al 1997 gioca per poco più di una stagione con il Casarano, in Serie C1 (31 presenze il primo anno, 5 il secondo, senza segnare). Nel 1997-1998 passa all'Atletico Catania (Serie C1), totalizzando 22 presenze e segnando una rete. Nel 1998 passa al Galatina dove, dopo una stagione da calciatore, passa al doppio ruolo di calciatore-allenatore.

### Allenatore
La prima panchina su cui siede è quella del Galatina (dove contemporaneamente è giocatore). Continua poi a girare per la Puglia allenando il Tricase, il Gallipoli, il Nardò (due volte) e il Manduria.
Nel novembre 2006 viene scelto da Francesco Moriero come suo secondo nell'avventura sulla panchina dell'Africa Sports National, compagine ivoriana, per la stagione 2007. A metà stagione, per dissapori con Moriero, si allontana dall'incarico e poi, a seguito del licenziamento di Moriero, viene reintegrato nel ruolo di allenatore. La stagione si conclude con la vittoria del primo scudetto e con l'assegnazione del premio di miglior allenatore del campionato ivoriano. Viene confermato per l'annata successiva, in cui vince nuovamente il campionato con 4 punti di vantaggio sui rivali dell'ASEC Mimosas. A gennaio 2009 firma per il terzo anno con la squadra di Abidjan, ma il 1º aprile 2009 dà le dimissioni per motivi di organizzazione societaria.
Nel 2011 viene richiamato sulla panchina dell'Africa Sports National, con cui centra per la terza volta lo scudetto ivoriano.
Rimane in Costa d'Avorio e nel 2012 viene chiamato sulla panchina del Séwé Sports de San Pedro, con cui vince subito la Supercoppa della Costa d'Avorio battendo per 4-0 lo Stella Club, e nel 2013 chiude la stagione con la vittoria dello scudetto.
A metà del 2013 viene ingaggiato dall'AS Mangasport, squadra militante nel campionato gabonese di massima serie. Subentra quando mancano 10 partite alla fine del campionato e risolleva la squadra, portandola dal nono al terzo posto finale. Viene confermato per la stagione 2013-2014, ma a maggio del 2014 è costretto a rientrare in Italia per motivi familiari. A giugno la squadra vince il campionato gabonese.
Nel 2017 ritorna ad allenare in Puglia, subentrando sulla panchina del Brindisi. Nella stagione successiva siede sulla panchina dell'Atletico Aradeo.
Nell'ottobre 2020 si sposta in Madagascar per allenare il Fosa Juniors di Mahajanga.
Nel giugno 2023 diviene l'allenatore del club sammarinese del Pennarossa, ma qui l'esperienza dura pochi mesi perché a dicembre, in comune accordo con la società decide di dimettersi dal suo incarico.
Nel luglio 2024 ritorna dopo 13 anni ad allenare in Costa d'Avorio sulla panchina dell'Africa Sports National, squadra che dopo la sua partenza del 2011 non ha più vinto un campionato ivoriano

## Statistiche

### Statistiche da allenatore
Statistiche aggiornate al 5 maggio 2021.
| Stagione        | Squadra             | Campionato      | Campionato | Campionato | Campionato | Campionato | Coppe nazionali | Coppe nazionali | Coppe nazionali | Coppe nazionali | Coppe nazionali | Coppe continentali | Coppe continentali | Coppe continentali | Coppe continentali | Coppe continentali | Altre coppe | Altre coppe | Altre coppe | Altre coppe | Altre coppe | Totale | Totale | Totale | Totale | % Vittorie | Piazzamento |
| Stagione        | Squadra             | Comp            | G          | V          | N          | P          | Comp            | G               | V               | N               | P               | Comp               | G                  | V                  | N                  | P                  | Comp        | G           | V           | N           | P           | G      | V      | N      | P      | %          | Piazzamento |
| --------------- | ------------------- | --------------- | ---------- | ---------- | ---------- | ---------- | --------------- | --------------- | --------------- | --------------- | --------------- | ------------------ | ------------------ | ------------------ | ------------------ | ------------------ | ----------- | ----------- | ----------- | ----------- | ----------- | ------ | ------ | ------ | ------ | ---------- | ----------- |
| 1999-2000       | Pro Italia Galatina | D               | 34         | 15         | 10         | 9          | CI-D            | 6               | 3               | 2               | 1               | -                  | -                  | -                  | -                  | -                  | -           | -           | -           | -           | -           | 40     | 18     | 12     | 10     | 45,00      | 6º          |
| 2000-2001       | Pro Italia Galatina | D               | 34         | 9          | 12         | 13         | CI-D            | 2               | 1               | 0               | 1               | -                  | -                  | -                  | -                  | -                  | -           | -           | -           | -           | -           | 36     | 10     | 12     | 14     | 27,78      | 14º         |
| Totale Galatina | Totale Galatina     | Totale Galatina | 68         | 24         | 22         | 22         |                 | 8               | 4               | 2               | 2               |                    |                    |                    |                    |                    |             |             |             |             |             | 76     | 28     | 24     | 24     | 36,84      |             |
| 2003-2004       | Nardò               | D               | 34+2       | 17         | 8          | 9+2        | CI-D            | 2               | 1               | 0               | 1               | -                  | -                  | -                  | -                  | -                  | -           | -           | -           | -           | -           | 38     | 18     | 8      | 12     | 47,37      | 3º          |
| 2004-2005       | Nardò               | D               | 34+2       | 6+1        | 15         | 13+1       | CI-D            | 2               | 0               | 1               | 1               | -                  | -                  | -                  | -                  | -                  | -           | -           | -           | -           | -           | 38     | 7      | 16     | 15     | 18,42      | 16º (retr.) |
| Totale Nardò    | Totale Nardò        | Totale Nardò    | 72         | 24         | 23         | 25         |                 | 4               | 1               | 1               | 2               |                    |                    |                    |                    |                    |             |             |             |             |             | 76     | 25     | 24     | 27     | 32,89      |             |
| gen.-giu. 2017  | Brindisi            | Prom.           | 13         | 5          | 4          | 4          | CI-P            | -               | -               | -               | -               | -                  | -                  | -                  | -                  | -                  | -           | -           | -           | -           | -           | 13     | 5      | 4      | 4      | 38,46      | Sub., 8º    |
| 2023            | Pennarossa          | CS              | 13         | 0          | 1          | 12         | CT              | 2               | 0               | 0               | 2               | -                  | -                  | -                  | -                  | -                  | -           | -           | -           | -           | -           | 15     | 0      | 1      | 14     | &0,00      | Dimiss.     |
| Totale carriera | Totale carriera     | Totale carriera | 166        | 53         | 50         | 63         |                 | 14              | 5               | 3               | 6               |                    |                    |                    |                    |                    |             |             |             |             |             | 180    | 58     | 53     | 69     | 32,22      |             |

## Palmarès

### Giocatore
- Campionato italiano: 1

Inter: 1988-1989

### Allenatore
- Campionato ivoriano: 4

Africa Sports: 2007, 2008, 2011
Séwé Sports de San Pedro: 2012-2013
- Supercoppa ivoriana: 1

Séwé Sports de San Pedro: 2012
- Campionato gabonese: 1

AS Mangasport: 2013-2014
- Miglior allenatore del Campionato ivoriano: 2

Africa Sports: 2007, 2008